# Emperador de Corea
Emperador de Corea (coreano: 대한제국의황제; Hanja: 大韓帝國의皇帝) fue el título de Jefe de Estado del Imperio de Corea entre 1897 y 1910. Se estableció con la inauguración de Gojong, en noviembre de 1897, y terminó con la abolición del emperador Sunjong el 29 de agosto de 1910. En 1910, el jefe de la Asamblea Nacional de Gyeongsul fue asumido por el emperador japonés, y el jefe del gobierno fue asumido por el primer ministro japonés Masatake Terauchi como primer gobernador Joseon.

## Historia
Corea fue conquistada por Japón, que había ganado la primera guerra sino-japonesa de 1894-1895. Para enfatizar que Corea era un país independiente, el título de la monarquía se cambió a una gran monarquía en 1895. El emperador chino lo nombró emperador en 1897.
Durante la coronación del emperador coreano en el Palacio Gyeongung, la dinastía Joseon se convirtió en el Imperio de Corea. El gobierno era una monarquía absoluta. El emperador era Jefe de Estado y tenía poder absoluto. La intervención de Japón se intensificó y el emperador gradualmente perdió poder. En 1910 el emperador Sunjong abdicó, sin embargo, la Casa Imperial de Corea ha seguido existiendo.

## Lista de emperadores de Corea
| # | Retrato | Nombre personal      | Nombre personal             | Periodo de reinado | Nombre de cortesía (C) / Pseudónimo (Ps) | Nombre de cortesía (C) / Pseudónimo (Ps) | Nombre de templo (廟號) (T) / Nombre póstumo (諡號) (P) | Nombre de templo (廟號) (T) / Nombre póstumo (諡號) (P) | Nombre de era (年號) | Nombre de era (年號) |
| # | Retrato | Occidentalizado      | Hangul/Hanja                | Periodo de reinado | Occidentalizado                          | Hangul/Hanja                             | Occidentalizado                                         | Hangul/Hanja                                            | Occidentalizado      | Hangul/Hanja         |
| - | ------- | -------------------- | --------------------------- | ------------------ | ---------------------------------------- | ---------------------------------------- | ------------------------------------------------------- | ------------------------------------------------------- | -------------------- | -------------------- |
| 1 |         | Yi Myeong bok Yi Hui | 이명복 (李命福) 이희 (李㷩) | 1897-1907          | Seongrim (C) Juyeon (Ps)                 | 성림 (聖臨, C) 주연 (珠淵, Ps)           | Gojong (T) Emperador Tae (P)                            | 고종 (高宗, T) 태황제 (太皇帝, P)                       | Gwangmu              | 광무 (光武)          |
| 2 |         | Yi Cheok             | 이척 (李坧)                 | 1907-1910          | Gundang (C) Jeongheon (Ps)               | 군방 (君邦, C) 정헌 (正軒, Ps)           | Sunjong (T) Emperador Hyo (P)                           | 순종 (純宗, T) 효황제 (孝皇帝, P)                       | Yunghui              | 융희 (隆熙)          |